# Jardins d'Inverewe
Les jardins d'Inverewe (en anglais Inverewe Garden) sont un jardin botanique situé dans les Highlands d'Écosse, au nord du village de  Poolewe (en) dans la région de Wester Ross (en).
Le jardin a été créé en 1862, par Osgood Mackenzie, un propriétaire terrien écossais, sur une propriété de 850 hectares achetée pour lui par sa mère. L'Inverewe Lodge d'origine a été détruite par un incendie en 1914 et remplacée en 1937 par l'Inverewe House actuelle. Le jardin recouvre vingt hectares et comporte plus de 2 500 plantes et fleurs exotiques. Il y a également un terrain de huit cents hectares aménagé pour les loisirs et la préservation de la nature. En 1952, la fille d'Osgood, Mairi Sawyer, donna le jardin et le terrain au National Trust for Scotland avec une dotation pour son entretien futur.
Le jardin est très coloré du mois d'avril à la fin de l'automne. Au printemps, Inverewe est reconnu pour sa collection de rhododendrons qui commencent à fleurir en janvier et se maintiennent la plus grande partie de l'année. En été, le jardin clos et les bordures se développent avec de nombreuses plantes exotiques originaires du monde entier qui poussent grâce à l'influence du Gulf Stream. 
Le jardin compte huit arbres de Wollemi originaires d'un bosquet isolé d'Australie.